# 尖尾假卫矛
尖尾假卫矛（学名：Microtropis caudata）为卫矛科假卫矛属的植物，为中国的特有植物。分布于中国大陆的云南等地，生长于海拔1,400米至2,300米的地区，常生于林中和河旁林中，目前尚未由人工引种栽培。